# هری کلیفتون (بازیکن فوتبال، زاده۱۹۹۸)
هری کلیفتون (انگلیسی: Harry Clifton؛ زادهٔ ۱۲ ژوئن ۱۹۹۸) بازیکن فوتبال اهل بریتانیا است.
از باشگاه‌هایی که در آن بازی کرده‌است می‌توان به باشگاه فوتبال گرنثم تاون و باشگاه فوتبال گریمزبی تاون اشاره کرد.
وی همچنین در تیم ملی فوتبال زیر ۲۱ سال ولز بازی کرده‌است.